# Panjange sedgwicki
Panjange sedgwicki là một loài nhện trong họ Pholcidae. Loài này được phát hiện ở Borneo.